# VitrA (сантехника)
VitrA — турецкий производитель сантехники, мебели для ванных комнат, латунных изделий и керамической плитки. Он входит в группу Eczacıbaşı — многонациональную корпорацию, занимающуюся производством строительных материалов и потребительских товаров.

## История

### 1942—1999
Компания VitrA была основана в 1942 году Нежатом Эджзаджибаши, в том же году был построен её первый завод в Картале, Турция.
После войны компания начала быстро расти. Её основной продукцией в то время были керамические сантехнические изделия. Это стало инновацией на турецком рынке, где доминировал мрамор. Керамическая новинка имела такой успех, что в 1958 году компания сменила направление с производства плитки на производство сантехники, чтобы удовлетворить растущий спрос.
В 1966 году была принята торговая марка VitrA. В 1977 году компания начала свою деятельность в Бозююке. В 1979 году был основан завод арматуры, в 1991 году — завод мебели для ванных комнат, а в 1992 году — завод керамики.
В начале 1980-х годов компания начала экспортировать свою продукцию в Германию, где было открыто первое зарубежное подразделение. В 1999 году компания VitrA основала фабрику по производству плитки в Ирландии. Через 5 лет после этого был открыт новый завод компании VitrA.

### С 2000-х годов
В 2002 году компания VitrA сменила свой логотип спустя 11 лет, чтобы стать мировым брендом. В 2006 году компания снова сменила свой логотип. Новый логотип был представлен на выставке UNICERA Ceramic and Bathroom Fair в Стамбуле.
В 2011 году компания VitrA открыла производственное подразделение в России, построив завод в Серпухове, Московская область, который обошёлся примерно в 30 миллионов евро. В 2019 году компания открыла своё первое подразделение в Италии.
В марте 2020 года компания в 66-й раз получила премию IF Design Awards. В 2021 году компания VitrA получила премию TPM за выдающиеся достижения от JIPM (Японского института технического обслуживания оборудования).
Ферит Эрин, присоединившийся к Eczacıbaşı Group в 2009 году, стал генеральным директором Vitra 1 июля 2018 года.

## Спонсорство
С 2010 по 2021 год компания VitrA спонсировала турецкую женскую волейбольную команду «Эджзаджибаши». Vitra также является спонсором Международной премии в области гостиничного бизнеса в Азиатско-Тихоокеанском регионе и Стамбульского фестиваля архитектуры.